# Morbius the Living Vampire
Morbius the Living Vampire (echte naam Michael Morbius) is een personage uit de strips van Marvel Comics. Hij werd bedacht als een soort tragische antiheld met vampierachtige krachten, die eigenlijk een biochemische oorsprong hebben. Hij heeft sindsdien zowel opgetreden als schurk en als held in vooral de strips van Spider-Man. Ook heeft hij zijn eigen stripserie gehad.

## Publicatiegeschiedenis
Morbius maakte zijn debuut in Amazing Spider-Man #101 (Oktober, 1971), waarin hij werd aangevallen door de Lizard, en werd verslagen toen Lizard en Spider-Man samenwerkten. Een flashback in Amazing Spider-Man #102 onthulde dat Morbius in werkelijkheid een Nobelprijswinnaar en biochemicus genaamd Michael Morbius was. Michael probeerde zichzelf te genezen van een zeldzame bloedziekte via een experimentele behandeling vampiervleermuizen en elektroconvulsietherapie. Echter, hierdoor verkreeg hij de krachten en de bloedlust van de legendarische vampieren. Morbius moest zich nu met bloed voedden om te overleven, en had een sterke afkeer van licht. Hij verkreeg ook vampierachtige krachten zoals enorme spierkracht, mogelijkheid om te vliegen en razendsnelle genezing. Zijn uiterlijk veranderde ook naar dat van een vampier, met een bleke huid en lange hoektanden. Hij kon anderen in soortgelijke “levende vampieren” veranderen door ze te bijten.
Morbius had veel gastoptredens in Spider-Manstrips. Hij had ook de hoofdrol in Adventure into Fear #20 (1975), en behield die rol ook tot de stripserie na 31 delen werd stopgezet. Morbius kreeg zijn eigen stripserie (en een update van zijn kostuum) in 1992 als onderdeel van Marvels "Rise of the Midnight Sons" crossoverserie. In deze verhalen verkreeg hij ook de gave om anderen te hypnotiseren. Hij verkreeg deze gave toen Dr. Langfort hem een serum toediende dat fataal zou zijn voor Morbius, maar iets anders uitpakte dan gepland. Toen Morbius’ vrouw Martine ontdekte wat Langfort van plan was, schoot hij haar dood. Gedurende zijn tijd bij de Midnight Sons beloofde Morbius aan Ghost Rider dat hij enkel nog het bloed van zondaars en misdadigers zou drinken, en niet meer dat van onschuldigen.
Morbius lijkt momenteel nog het meest op een nosferatu-vampier. Hij zal weer opduiken in Blade 5 in een Civil War-verhaal.

## Krachten en vaardigheden
Morbius bezit een aantal krachten en vaardigheden gelijk aan die van “echte” vampieren. Hij beschikt allereerst over bovennatuurlijke kracht. Hoe sterk hij precies is hangt af van hoelang geleden hij voor het laatst heeft gevoed. Kort na zich te hebben gevoed met bloed is hij op z’n sterkst.
Morbius beschikt over versnelde genezing en kan snel genezen van kleine tot middelmatige verwondingen. Hoewel zijn genezende kracht niet zo groot is als die van Wolverine, heeft Morbius al weten te herstellen van verschillende kogelwonden in minder dan een uur. Zwaardere verwondingen zoals gebroken botten of zware verbrandingen kostten hem enkele dagen om te genezen. Hij is in tegenstelling tot Wolverine niet in staat vermiste lichaamsdelen te regenereren, maar Slaughter, een andere levende vampier, bewees dat levende vampieren afgeneden lichaamsdelen weer kunnen laten vastgroeien.
Door zijn vampierachtige toestand moet Morbius zich voeden met bloed om te overleven en gezond te blijven. Hoeveel bloed hij nodig heeft is nooit precies bekendgemaakt. De personen die hij bijt veranderen ook in levende vampieren als hij ze dood, en in recente strips verkrijgen die slachtoffers dezelfde krachten als Morbius. Morbius is niet echt onsterfelijk of “ondood” zoals echte vampieren, maar hij zal waarschijnlijk wel langer leven dan normale mensen. Eenmaal beet Morbius ook Spider-Man. Maar het radioactieve bloed van de superheld maakte dat Morbius’ vampierisme zich tijdelijk terugtrok, en hij zich een tijd niet hoefde te voedden.
Morbius is echter ongevoelig voor knoflook wijwater en zilver, dingen die een normale vampier kunnen verzwakken of doden. Hij is wel gevoelig voor zonlicht, maar daar waar normale vampieren door zonlicht worden gedood veroorzaakt het bij Morbius alleen grote brandwonden. Morbius heeft ook niet de gedaanteverandering, weer manipulatie en macht over dieren die echte vampieren hebben.
Net als “echte” vampieren beschikt Morbius wel over de gave om anderen te hypnotiseren en ze in zijn macht te brengen. Morbius kan ook vliegen als gevolg van zijn psionische krachten.

## Ultimate Morbius
De "Ultimate"-versie van Morbius verscheen voor het eerst in Ultimate Spider-Man #95. Deze versie van Morbius is een “echte” vampier, de zoon van Dracul en broer van Vlad Ţepeş zelf. Deze Morbius lijkt echter te vechten tegen zijn vampierinstincten, en probeert juist anderen te helpen.

## In andere media
Morbius’ enige optreden buiten de strips was in de animatieserie Spider-Man: The Animated Series. Hierin deed Nick Jameson Morbius’ stem. Morbius begon in deze serie als een gewoon mens in de aflevering "The Insidious Six" (Seizoen #2, aflevering 14). Hij heeft hier een oogje op Felicia Hardly (de latere Black Cat). Hij verscheen voor het eerst als vampier in de aflevering "Morbius". Hij was in de vier afleveringen erop een vijand van Spider-Man. Pas aan het eind van de aflevering "The Vampire Queen" in Seizoen #4 werd hij een soort held en werkte samen met de vampierjager Blade en Black Cat.
De animatieversie van Morbius is over het algemeen niet erg geliefd bij fans, voornamelijk vanwege de censuur die Fox toepaste op de serie. Door deze mediacensuur mocht Morbius nooit een slachtoffer bijten. Hoewel hij wel de lange hoektanden had, zoog hij zijn slachtoffers leeg via zijn handen. Ook mocht de term “bloed” niet worden gebruikt. In plaats daarvan refereerde Morbius naar zijn voedsel als “plasma”. Ook het feit dat er zoveel afleveringen werden gewijd aan Morbius, ondanks de grote verschillen tussen zijn animatieversie en stripversie, werkte mee aan de haat tegen hem. In de strips was Morbius maar een kleine vijand van Spider-Man.
Dr. Michael Morbius is het hoofdpersonage in de film Morbius (2022), waarin deze rol wordt vertolkt door Jared Leto.